# ヤマハ・YB
ヤマハ・YB（ワイビー）とは、ヤマハ発動機が製造販売しているオートバイのシリーズ車種である。
元々は1955年にYA-1のエンジン排気量を130ccに拡大したYB-1という車両を、ヤマハ発動機発足後初のオートバイとして発売しており、この時使われたYBの型番を現在も用いていることになる。

## 概要

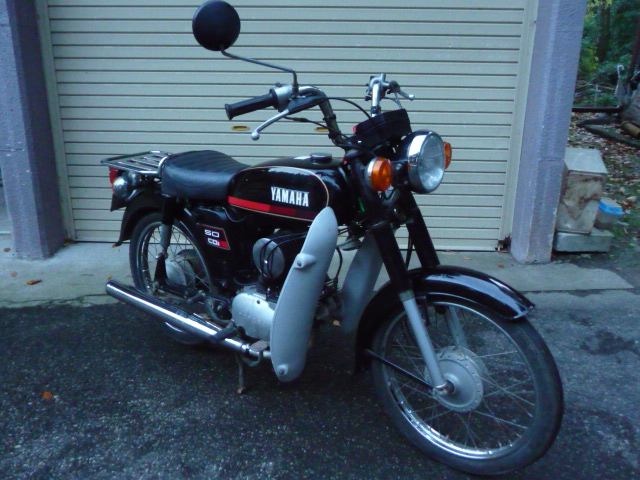
YB50 2サイクル6V　CDI点火車

近年のモデルについては、1973年に元々あった50ccと90ccの車種をモデルチェンジし、ヤマハのビジネスモデルということで車名をYB50およびYB90として発売したことから始まる。
一方YB125は、日本楽器時代の初の量産市販車、YA-1の直系ともいえる。元々YAとは2スト単気筒125ccクラスのヤマハ製二輪車が代々名乗ってきた型式名だった。YA6型の後継として1968年に発売されたA7型が、50・90と同様1973年の名称変更により、YB125E（372=型式名とは別のコードネーム、以下同）を名乗ることとなったものである。1976年にはYB125E-II(1R0)となり、ロータリーバルブ式エンジンがピストンリードバルブ式に換装され、プレスバックボーンフレームはパイプフレームに、丸みのあるメッキタンクも角型塗装タンクへと、機関・外装ともに大きな変更をうけた。1980年にも外装の意匠などに小変更をうけながら(4A7)引き続き販売されていたが、1989年にSR125と同系統の4スト単気筒エンジンを搭載したYD125に置きかえられる形で生産を終了した。
同様にYB90についても生産が終了されたが、YB50については1990年代にレトロバイクブームが起こったことにより、元から古典的デザインということにメーカー側が注目し、ベース車両として新しいモデルを生み出すことになり、1996年にYB-1というスポーツモデルを発売した。このYB-1のスタイルはSR400によく似ており、特にボディカラーの配色はSR400とほぼ同一だった。また、各部にメッキパーツが使用され、レトロバイクらしい質感に仕上げられた。
なお、YB50とYB-1は外見こそ多少違うものの、性能は全く同じである。
その後は環境問題から2000年に4ストロークエンジンを搭載することになり、YB50については車名をそのままにしたが、YB-1については車名もYB-1 FOUR（ワイビーワン フォア）に変更された。YB-1とYB-1 FOURはダウンチューブの有無で見分けることができる。2007年の自動車排出ガス規制強化には対応せず、両者共に生産終了となった。
なお「YB」の型番は、2008年現在でも中国など日本国外で生産される125ccクラスのオートバイに使用されている。